# Vilalba Sasserra
Vilalba Sasserra är en kommun i Spanien.   Den ligger i provinsen Província de Barcelona och regionen Katalonien, i den östra delen av landet, 500 km öster om huvudstaden Madrid. Antalet invånare är 703. Arean är 6,0 kvadratkilometer. Vilalba Sasserra gränsar till Vallgorguina, Dosrius, Llinars del Vallès och Santa Maria de Palautordera. 
Terrängen i Vilalba Sasserra är platt åt nordväst, men åt sydost är den kuperad.